# Pfarrkirche Strögen

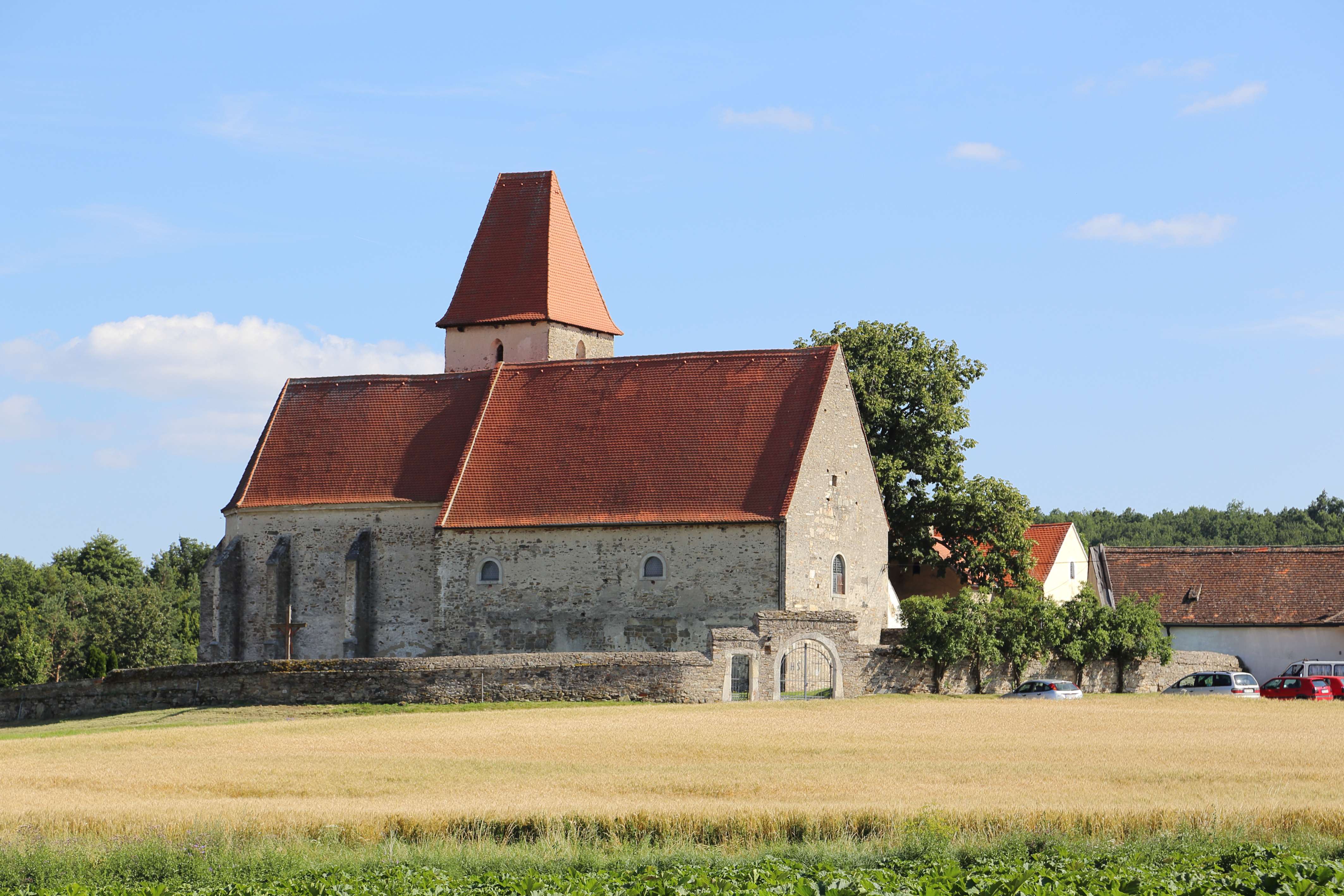
Katholische Pfarrkirche Hll. Peter und Paul in Strögen

Die römisch-katholische Pfarrkirche Strögen steht östlich des Ortes Strögen in der Gemeinde St. Bernhard-Frauenhofen im Bezirk Horn in Niederösterreich. Die dem Patrozinium der Heiligen Peter und Paul unterstellte Pfarrkirche gehört zum Dekanat Horn in der Diözese St. Pölten. Die Kirche und der Friedhof stehen unter Denkmalschutz (Listeneintrag).

## Geschichte
Urkundlich 1076 zum Bistum Passau gehörig ging die Pfarre 1349 an das Stift Altenburg. Um 1430 entstanden Schäden durch die Hussitenkriege. 1437 wurde die Kirche neu geweiht. 1619 war die Kirche durch einen Gewölbeeinsturz zerstört. 1661 erfolgte die Einwölbung des Langhauses durch den Baumeister Bartholomäus Lucas von Waidhofen.

## Architektur
Der im Kern romanische Bau mit einem gotischen Chor und einem Südturm ist von einer Ringmauer, dem Pfarrhof und Wirtschaftsgebäuden umgeben.
Das Kirchenäußere zeigt ein ungegliedertes Langhaus unter einem steilen Satteldach, das romanische Mauerwerk ist in der West- und Nordwand ist mit Quadermauerwerk mit Bruchsteinschichten und opus spicatum erhalten, die Wände des Langhauses wurden im 14. Jahrhundert erhöht und damit das basilikale Schema wohl aus dem 12. Jahrhundert aufgegeben, ein gotisches Spitzbogenfenster in der Südwand ist vermauert. Der leicht eingezogene Chor aus dem 14. Jahrhundert zeigt Strebepfeiler und schmale Spitzbogenfenster, das Fenster im Chorschluss ist zweibahnig, das Maßwerk der Fenster ist teilweise erneuert. Der mächtige spätgotische Turm im südlichen Chorwinkel trägt ein Walmdach, er hat spitzbogige im Osten gekuppelte Schallfenster mit Maßwerknasen. Im Osten der Kirche schließt die Ruine der ehemaligen Sakristei an. Südlich am Langhaus befinden sich ein Vorraum und eine Treppe zur Empore.
An der Südwand des Turmes befinden sich eingemauerte Steinköpfe (römisch, awarisch?) sowie ein Putzrelief Schlüssel Petri. An der Südwand des Chores zeigt sich eine stark fragmentierte Wandmalerei Christus im Garten Gethsemane aus dem 17. Jahrhundert, an der Nordostschräge des Chores zeigt eine verwitterte Wandmalerei die Verklärung Christi auf dem Berge Tabor.
Das Kircheninnere zeigt ein vierjochiges Langhaus unter einem Tonnengewölbe mit Stichkappen aus 1661 auf Wandpfeilern mit einem profilierten Gesims, auf den Pfeilern befinden sich Stuckrahmenfelder mit lesbischen Cyma, an den Stichkappen befinden sich Stuckrosetten. Der hohe Triumphbogen ist spitzbogig. Der zweijochige Chor mit einem Fünfachtelschluss hat ein Kreuzrippengewölbe mit runden Schlusssteinen über verschieden gestalteten Konsolen, das umlaufende Kaffgesims ist mit den Diensten verschnitten. In der Nordwand des Chores befindet sich eine gotische Sakramentsnische mit einer skulptieren Rahmung mit einem Ziergiebel und Fialen, das Gitter selbst ist aus der ersten Hälfte des 17. Jahrhunderts, gegenüber befindet sich in der Südwand des Chores eine dreiachsige Sessionsnische mit Giebeln, Fialen und Resten von Maßwerk, daneben befindet sich eine Lichtnische mit einem Dreipassbogen, wobei sich an der Triumphbogenwand und an der Langhaussüdwand zwei weitere Lichtnischen befinden. An der Südostwand des Chores befindet sich ein Lavabo-Nische mit einem Dreipassabschluss. An der Chorostwand befindet sich eine Rötelinschrift um 1600. Die Sakristei im Turmerdgeschoß hat ein Platzlgewölbe aus dem 18. Jahrhundert. Der südseitige Vorraum am Langhaus hat ein Stichkappentonnengewölbe und dient mit einer Treppe als Aufgang zur Empore.

## Einrichtung
Der Hochaltar nennt auf Aufsatz die Jahresangabe 1632, der Altar hat einen Tabernakel und seitlich Opfergangsportale, der Altaraufbau zeigt einen reich ornamentierten Sockel, gedrehte Säulen und ein verkröpftes Gebälk sowie einen Ädikulaaufsatz, er zeigt das Altarblatt Mariä Himmelfahrt vom Maler Georg Kurz und trägt die Figuren der Heiligen Peter und Paul vom Bildhauer Caspar Leusering, gefasst vom Maler Johann Hobel 1630 und trägt im Auszug die Figurengruppe Dreifaltigkeit als Gnadenstuhl, flankiert von den Heiligen Georg und Margarete, auf den Opfergangsportalen befinden sich die Gemälde Verkündigung, über dem Tabernakel befindet sich ein Kruzifix aus dem 18. Jahrhundert.
Diverse Skulpturen und Bilder aus der Kirche befinden sich im Stift Altenburg in Verwahrung.
Der bemalte Orgelkasten entstand im 18. Jahrhundert und enthält ein Orgelwerk mit zehn Registern. Eine Glocke nennt Marie Arnold 1625. Eine Glocke nennt Ferdinand Vötterlechner 1752.

## Grabdenkmäler
Außen
- An der Südwand des Langhauses befindet sich ein abgetretener Grabstein mit einem Doppelwappen um 1600.

Innen
- Unter der Empore befindet sich ein Grabstein mit einem gravierten gotischen Stangenkreuz zum Pfarrer Remigius 1349.